# The Lord of the Rings: Aragorn's Quest
The Lord of the Rings: Aragorn's Quest is een computerspel gebaseerd op In de Ban van de Ring van J.R.R. Tolkien ontwikkeld door TT Fusion en uitgebracht door Warner Bros. Interactive Entertainment. Het spel werd uitgebracht op 29 oktober 2010 voor op de PlayStation 3, PlayStation 2, PlayStation Portable, Wii en Nintendo DS.

## Gameplay
De speler bestuurt een jonge Hobbit die door de Gouw heen rent en luistert naar verhalen van Sam Gewissies over Aragorn. Deze verhalen zijn de levels van het spel waar de speler Aragorn bestuurt tijdens de gebeurtenissen van de drie The Lord of the Rings-films.
De speler gebruikt vooral een zwaard, maar soms worden ook bogen en speren gebruikt. Tevens worden sommige delen uitgevochten vanaf een paard. Een tweede speler kan op elk moment van het spel meedoen als Gandalf. Alleen zit deze functie niet in de DS-, PS2- en PSP-versies.

## Verhaal
Het spel speelt zich af 15 jaar na de Oorlog om de Ring. Sam is de burgemeester van Hobbitstee· Hij bereid een groots feest voor voor koning Aragorn en Arwen. Terwijl Sam wacht op Aragorn, vertelt hij Aragorns verhaal aan zijn vier kinderen: Frodo, Elanor, Merry en Pippin. Het verhaal is vooral gebaseerd op The Lord of the Rings-films, maar bevat ook een aantal elementen uit het boek. Tevens zijn er een aantal zijmissies die speciaal voor dit spel verzonnen zijn.
The Fellowship of the Ring · The Two Towers · The Return of the King · The Third Age · War of the Ring · The Battle for Middle-earth · The Battle for Middle-earth II ·  The Battle for Middle-earth II: The Rise of the Witch-king · The Lord of the Rings Online · Conquest · Aragorn's Quest · War in the North · Guardians of Middle-earth · LEGO The Lord of the Rings · LEGO The Hobbit